# Dawit Chotscholawa
Dawit Chotscholawa (georgisch დავით ხოჭოლავა, FIFA-Schreibweise nach engl. Transkription: Davit Khocholava; * 8. Februar 1993 in Tiflis, Georgien) ist ein ehemaliger georgischer Fußballspieler, der zuletzt beim dänischen Erstligisten FC Kopenhagen unter Vertrag stand. Der Innenverteidiger war seit Januar 2017 georgischer Nationalspieler.

## Karriere

### Verein

#### Anfänge in der Heimat
Der in der georgischen Hauptstadt Tiflis geborene Dawit Chotscholawa entstammt der Nachwuchsarbeit des FC Saburtalo Tiflis, wo er in einer Altersklasse mit den späteren Nationalspielern Lascha Parunaschwili, Waleri Qasaischwili und Giorgi Tschanturia spielte. Bei seinem Jugendverein spielte er als Jugendlicher noch als Stürmer, wurde aber nach und nach bis in die Innenverteidigung zurückgezogen. Bei Saburtalo blieb ihm sein Profidebüt jedoch verwehrt und er bestritt erst am 11. September 2010 (5. Spieltag) beim 2:0-Heimsieg gegen den FC Spartaki Zchinwali als Leihspieler bei Olimpi Rustawi sein erstes Spiel in der höchsten georgischen Spielklasse. Für den Verein aus der Hafenstadt Poti wurde er nur noch ein weiteres Mal berücksichtigt und auch ein weiteres Leihgeschäft beim Ligakonkurrenten Sioni Bolnissi war für ihn nicht von Erfolg gekrönt, da er dort in der Spielzeit 2009/10 gänzlich ohne Pflichtspieleinsatz blieb.
Zur nächsten Saison 2010/11 schloss er sich Dinamo Tiflis an, wo ihm der Durchbruch jedoch ebenfalls nicht gelang und er in zweieinhalb Jahren beim Verein nur elf Ligaspiele absolvierte. Zur Rückrunde der Spielzeit 2013/14 wechselte er in Aussicht auf regelmäßige Spielpraxis auf Leihbasis zum FC Kolcheti 1913 Poti in die zweitklassige Pirveli Liga. Bereits in seinem Debütspiel am 6. März 2014 (15. Spieltag) beim 5:0-Heimsieg gegen Skuri Zalendschicha gelang ihm ein Treffer. Für Kolcheti kam er in einem halben Jahr jedoch auch nur in sechs Ligaspielen zum Einsatz.
Chotscholawa kehrte zur folgenden Spielzeit 2014/15 jedoch nicht zu Dinamo Tiflis zurück, sondern unterzeichnete einen Vertrag beim Ligakonkurrenten FC Schukura Kobuleti. Sein Debüt bestritt er am 9. August 2014 (1. Spieltag) beim 2:1-Heimsieg gegen den FC Sugdidi. Bei seinem neuen Verein schaffte er nun rasch den Sprung in die Startformation. Am 30. November 2014 (14. Spieltag) erzielte er beim 2:1-Heimsieg gegen Torpedo Kutaissi sein erstes Tor in der höchsten georgischen Spielklasse.

#### Wechsel in die Ukraine
Im Juli 2015 vollzog Chotscholawa den nächsten Schritt in seiner Laufbahn und wechselte zu Tschornomorez Odessa in die Ukraine. Am 18. Juli 2015 (1. Spieltag) debütierte er im Auswärtsspiel gegen Olimpik Donezk in der höchsten ukrainischen Spielklasse. In dieser Partie gelang es ihm den Ausgleich zum 2:2-Endstand von Jewhenij Martynenko in der 90. Spielminute vorzubereiten. Im nächsten Ligaspiel erzielte er bei der 2:4-Auswärtsniederlage gegen Dnipro Dnipropetrowsk das erste Tor für seinen neuen Arbeitgeber. Auch wenn er zwischenzeitlich nicht berücksichtigt wurde, stand er in dieser Saison 2015/16 in 18 von 26 Ligaspielen in der Startelf und sammelte in diesen ein Tor sowie eine Vorlage.
In der nächsten Saison 2016/17 gelang ihm der Durchbruch als unumstrittener Stammspieler und seine Leistungen brachten ihm auch eine Nominierung in die beste Elf des Monats März ein. Er kam in 24 Ligaspielen zum Einsatz, in denen er zwei Torerfolge und zwei Assists verbuchen konnte.

#### Serienmeister mit Schachtar Donezk
Im April 2017 wurde bekanntgegeben, dass sich Chotscholawa zur nächsten Saison 2017/18 dem Ligakrösus Schachtar Donezk anschließen wird, wo er zum 1. Juli 2017 einen Fünfjahresvertrag antrat. Am 9. September 2017 (8. Spieltag) debütierte er beim 3:1-Heimsieg gegen Sorja Luhansk für seinen neuen Verein, als er in der 65. Spielminute für den Offensivmann Alan Patrick eingewechselt wurde. Vier Tage später kam er beim 2:1-Heimsieg gegen den SSC Neapel in der UEFA Champions League erstmals in einem internationalen Wettbewerb zum Einsatz. In seinen ersten Monaten beim Spitzenverein wurde er nur unregelmäßig berücksichtigt und er absolvierte in der Hauptrunde der Ligameisterschaft nur sieben Ligaspiele. Der Sprung in die Startformation gelang ihm in der Meisterrunde im Frühling. Sein erstes Tor markierte er am 7. April 2018 (4. Spieltag der Meisterrunde) beim 2:0-Auswärtssieg gegen den NK Weres Riwne. Insgesamt bestritt er in dieser Spielzeit 14 Ligaspiele, in denen ihm ein Treffer gelang. Mit Schachtar gewann er die Meisterschaft.
Seinen Stammplatz nahm er in die darauffolgende Saison 2018/19 mit, in der er in 25 Ligaeinsätzen zwei Treffer machen konnte. Mit guten Leistungen trug er wesentlich zur erfolgreichen Titelverteidigung, der dritten Meisterschaft in Serie, bei. Auch aufgrund von Verletzungsunterbrechungen verlor er seinen Status als Starter in der Spielzeit 2019/20. Er bestritt lediglich 10 Einsätze in der ukrainischen Liga, wurde mit dem Verein aber erneut Meister.

#### Wechsel zum FC Kopenhagen
Im Juli 2021 wechselte Chotscholawa zum FC Kopenhagen nach Dänemark. Direkt in seiner ersten Saison gewann er mit dem Verein die dänische Meisterschaft.

### Nationalmannschaft
Am 23. Januar 2017 debütierte Dawit Chotscholawa beim 2:2-Unentschieden in einem Testspiel gegen Usbekistan für die georgische Nationalmannschaft.

## Erfolge
Olimpi Rustawi
- Georgischer Supercupsieger: 2010

Dinamo Tiflis
- Georgischer Meister: 2012/13
- Georgischer Pokalsieger: 2012/13

Schachtar Donezk
- Ukrainischer Meister: 2017/18, 2018/19, 2019/20
- Ukrainischer Pokalsieger: 2017/18, 2018/19
- Ukrainischer Supercupsieger: 2017